# Claude Reignier Conder
Claude Reignier Conder (29. december 1848, Cheltenham – 16. februar 1910, Cheltenham) var en britisk soldat, opdagelsesrejsende og antikvar. Han var tipoldebarn af Louis-François Roubiliac.
Conder fik sin uddannelse på University College London og Royal Military Academy, Woolwich. Han blev løjtnant i ingeniørtropperne i 1870. Han foretog opmålingsarbejder i Palæstina i 1872–1874, sammen med løjtnant Kitchener, den senere Lord Kitchener, som han havde lært at kende i skolen, og var udlånt til Palestine Exploration Fund fra 1875 til 1878 og igen i 1881 og 1882, hvor han blev forfremmet til kaptajn. Han tog sin afsked fra hæren i 1904 med rang af oberst.
Conder sluttede sig til ekspeditionen til Egypten i 1882 under Sir Garnet Wolseley, for at nedkæmpe Urabi opstanden. Han blev udpeget til vice assisterende adjutant og generalkvartermester i efterretningsafdelingens stab. I Egypten viste hans flydende beherskelse af arabisk og viden om østlige folkeslag sig at være yderst nyttigt. Han deltog i kampen ved Kassassin, slaget ved Tel el-Kebir og fremrykningen til Cairo, men da blev han ramt af tyfus og hjemsendt som invalid. For sin indsats modtog han krigsmedaljen med spænde for Tel el-Kebir, Khedivens bronze stjerne og Medjidieordenen af fjerde klasse.
Conder blev først foreslået som kandidat til at være Jack the Ripper-morderen af forfatteren Tom Slemen.

## Udgivelser
- 1878: Tent Work in Palestine ISBN 1-4179-2238-9
- 1880: Memoires: The Survey of Western and Eastern Palestine ISBN 1-85207-835-9
- 1886: Syrian Stone Law
- 1887: Altaic Hieroglyphs and Hittite Inscriptions ISBN 1-4326-0939-4
- 1893: The Tell Amarna Tablets
- 1902: The First Bible
- 1909: The City of Jerusalem

## Frit tilgængelige værker
- Conder, Claude Reignier (1879) Tent Work in Palestine, vol 1
- Conder, Claude Reignier (1879) Tent Work in Palestine, vol 2
- Conder, Claude Reignier and H.H. Kitchener (1881): The Survey of Western Palestine: memoirs of the topography, orography, hydrography, and archaeology. London:Committee of the Palestine Exploration Fund. vol 1 Hele teksten på archive.org, kan downloade PDF.
- Conder, Claude Reignier and H.H. Kitchener (1881): The Survey of Western Palestine: memoirs of the topography, orography, hydrography, and archaeology. London:Committee of the Palestine Exploration Fund. vol 2 Hele teksten på archive.org, kan downloade PDF.
- Conder, Claude Reignier and H.H. Kitchener (1881): The Survey of Western Palestine: memoirs of the topography, orography, hydrography, and archaeology. London:Committee of the Palestine Exploration Fund. vol 3 Hele teksten på archive.org, kan downloade PDF.
- Conder, Claude Reignier (1885), Heth and Moab : explorations in Syria in 1882, archive.org
- Conder, Claude Reignier (1887), Syrian Stone-Lore; Or, the Monumental History of Palestine, archive.org
- Conder, Claude Reignier (1887), Altaic Hieroglyphs and Hittite Inscriptions, archive.org
- Conder, Claude Reignier (1889), Altaic Hieroglyphs and Hittite Inscriptions, archive.org

## Eksterne kilder
- |  | Wikisource har originalt kildemateriale relateret til denne artikel: Claude Reignier Conder |
- Værker af {{{navn}}} på Project Gutenberg
- Claude Conder på Internet Archive
- Profil på PEF website